# コーマック・マッカーシー

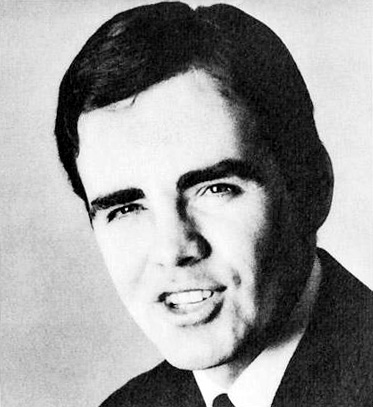

コーマック・マッカーシー（Cormac McCarthy、1933年7月20日 - 2023年6月13日）は、アメリカ合衆国の小説家。
映画『ノーカントリー』の原作者として知られる。
深淵で難解な文学性と暴力を描くが故の大衆性を併せ持った稀有な作風で、多くの作品が映画化されている。

## 概要
現代のアメリカ文学を代表する小説家のひとり。文芸批評家のハロルド・ブルームは現代を代表する米国人小説家としてマッカーシーとドン・デリーロ、フィリップ・ロス、トマス・ピンチョンの4人を挙げている。
晩年は毎年のようにノーベル文学賞の下馬評に上っていたが、受賞に至ることはなかった。
彼の作品は、登場人物の台詞の文において引用符（日本語では鉤括弧）を用いない特徴がある。
また、台詞、描写、出来事等全てを息の詰まるような長い文章に凝縮して詰め込む独特の手法を用いる。これらの特徴によって、何者をも特別扱いせず無差別で平等、それ故に主観性を排除した乾いた表現が可能になる。
特に、１９世紀アメリカの西部フロンティア時代の残酷な暴力を描いた代表作の一つ『ブラッド・メリディアン』ではその手法が顕著で、陰惨な暴力シーンにおいて１ページの半分以上を１つの文章で構成するなど「暴力と世界と悪を徹底して醒めた目線で表現した」と評されるマッカーシー文学の真骨頂は、このような部分で垣間見ることが出来るだろう。
それ故に単純に読みにくいと感じる文体でもある。
風景描写においても、風景を定まらない視点（誰が見ているのか分からない）で擬人化し、世界そのものが人間と同じように意思を持って呼吸しており、人間に対して無慈悲無関心な悪の存在として跋扈しているかのように描くなどの特徴がある。
これらの文体表現技法はすでに処女作『果樹園の守り手』の時点でほぼ確立されており、作品毎に微妙に変化させながらも、５０年を超える作家人生においてその姿勢を崩すことはなかった。
大のインタビュー嫌いで有名。ベストセラーを記録してからも頑なに応じず、ニューヨークタイムズとインタビューマガジンに一度登場した以外は一切姿を見せなかった。2007年、人気司会者オプラウィンフリーの番組に登壇し、初めて公に姿を見せた。
その暴力的かつ哲学的作風と違い、科学を愛し、何より自分のやっていることが好きだから続けているだけだとにこやかに語った。

## 略歴
ロード・アイランド州で裕福な弁護士の子として生まれ、テネシー大学中退後の1953年に空軍に入隊し4年間従軍した。
1960年代にスペインのイビサ島に住んでおり、その後エルパソに移住して20年近く住んでいた。結婚はしたが定職には就かず、水道も通っていない丸木小屋や牛小屋などで貧困生活をおくりながら、文学賞の賞金や財団から提供された資金を使ってヨーロッパやメキシコなどを旅行し、小説のための取材や資料集めを行う。のちにテネシー大学に復学し、工学科に通いながら執筆を続けるが作品は全く売れることがなく、還暦を前にした1992年に発表した『すべての美しい馬』が自身初のベストセラーとなり、全米批評家協会賞と全米図書賞を受賞。同作と続いて発表した『越境』『平原の町』は併せて「国境三部作」と呼ばれ高く評価され、マッカーシー文学は名実ともに確立される。
2005年の『血と暴力の国』は2007年に映画化され（日本語題『ノーカントリー』）、アカデミー作品賞を含む計4部門を始めとする数多くの賞を受賞。2006年に発表した『ザ・ロード』もピューリツァー賞を受賞してベストセラーになった。
マッカーシーは2000年頃から、複雑適応系(CAS)の研究を専門とするサンタフェ研究所(SFI)において、シニア・フェローとしてオフィスを持ち、多くの教職員やポスドクのために論文の編集支援などを行っている。また2017年には、『ケクレ問題』というエッセーを発表。ドイツの化学者アウグスト・ケクレの、いわゆる"ケクレの夢(Kekulé's dream)"に関する分析であり、この中で彼は「無意識は“動物を操作するための機械”であり、“すべての動物には無意識がある”。言語は純粋に人間の文化的創造物であり、生物学的に決定された現象ではない」という仮説を述べている。
2022年の作品"The Passenger"においても、このSFIの研究者に影響を受けたとされている。
2023年6月13日、老衰のためニューメキシコ州サンタフェの自宅で死去。89歳没。

## 作品

### 小説
| 原題                                              | 出版年 | 邦訳 |
| ------------------------------------------------- | ------ | --- |
| The Orchard Keeper                                | 1965   | 山口和彦 訳『果樹園の守り手』春風社、2022年。ISBN 9784861108327。                                                |
| Outer Dark                                        | 1968   | 山口和彦 訳『アウター・ダーク 外の闇』春風社、2023年。ISBN 9784861108952。                                       |
| Child of God                                      | 1973   | 黒原敏行 訳『チャイルド・オブ・ゴッド』早川書房、2013年。ISBN 9784152093813。                                    |
| Suttree                                           | 1979   | |
| Blood Meridian or The Evening Redness in the West | 1985   | 黒原敏行 訳『ブラッド・メリディアン』早川書房、2009年。ISBN 9784152090935。                                      |
| All the Pretty Horses                             | 1992   | 黒原敏行 訳『すべての美しい馬』早川書房、1994年。ISBN 9784152078414。                                            |
| The Crossing                                      | 1994   | 黒原敏行 訳『越境』早川書房、1995年。ISBN 9784152079602。                                                        |
| Cities of the Plain                               | 1998   | 黒原敏行 訳『平原の町』早川書房、2000年。ISBN 9784152082619。                                                    |
| No Country for Old Men                            | 2005   | 黒原敏行 訳『ノー・カントリー・フォー・オールド・メン』早川書房〈ハヤカワepi文庫〉、2023年。ISBN 9784151201080。 |
| The Road                                          | 2006   | 黒原敏行 訳『ザ・ロード』早川書房、2008年。ISBN 9784152089267。                                                  |
| The Passenger                                     | 2022   | 黒原敏行 訳『通り過ぎゆく者』早川書房、2024年。ISBN 9784152103093。                                              |
| Stella Maris                                      | 2022   | 黒原敏行 訳『ステラ・マリス』早川書房、2024年。ISBN 9784152103109。                                              |

※早川書房版の大半は、ハヤカワepi文庫で再刊

### 映画脚本
- en:The Gardener's Son (1976)
- 悪の法則 The Counselor (2013)
  - 黒原敏行 訳『悪の法則』早川書房、2013年。ISBN 9784152103109。

### 戯曲
- en:The Stonemason (1995)
- en:The Sunset Limited (2006)

## 映像化作品
- すべての美しい馬 All the Pretty Horses (2000年)
  - 同名小説の映画化。ペネロペ・クルス主演、ビリー・ボブ・ソーントン監督。
- ノーカントリー No Country for Old Men (2007年)
  - 『血と暴力の国』の映画化。ジョエル＆イーサン・コーエン監督。
- ザ・ロード The Road (2009年)
  - 同名小説の映画化。ジョン・ヒルコート監督。
- チャイルド・オブ・ゴッド (2013年)
  - 同名小説の映画化。ジェームズ・フランコ監督。

- 悪の法則（2013年）
  - 書き下ろし脚本の映画化。リドリー・スコット監督。